# Bahnhöfe in Neumarkt in der Oberpfalz

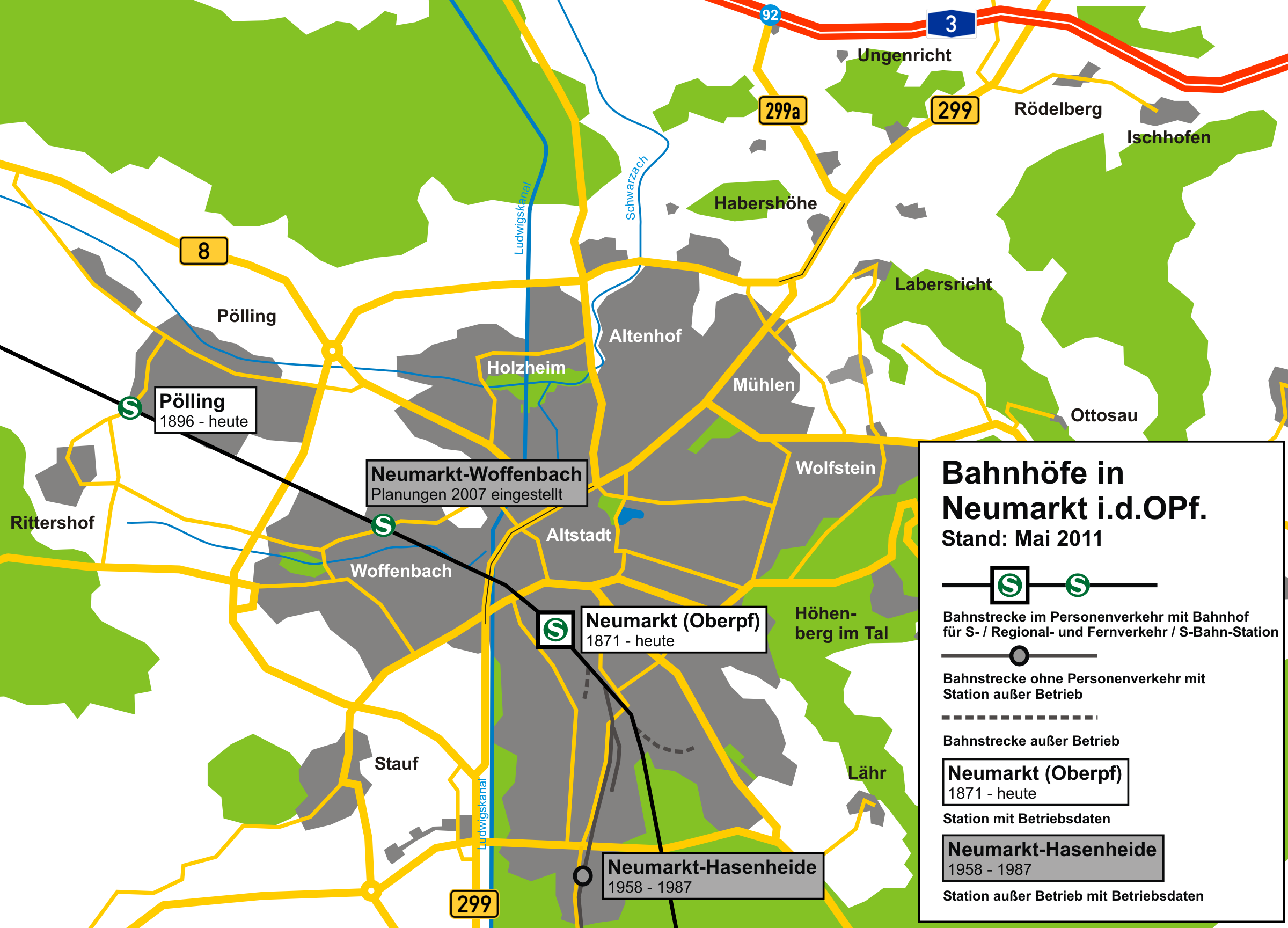
Übersichtskarte Neumarkt mit Bahnhöfen

Die derzeit betriebenen Bahnhöfe in Neumarkt in der Oberpfalz liegen allesamt an der Bahnstrecke Nürnberg–Regensburg. Ein weiterer Haltepunkt lag an der stillgelegten Bahnstrecke nach Beilngries. Im Zuge des Baus einer S-Bahn-Linie von Nürnberg nach Neumarkt, die im Dezember 2010 ihren Betrieb aufnahm, war auch die Errichtung eines weiteren Haltepunkts im Stadtteil Woffenbach vorgesehen.
Alle Bahnhöfe in Neumarkt werden vom Bahnhofsmanagement Nürnberg betrieben. Die Stationen Neumarkt und Pölling befinden sich im Tarifgebiet des Verkehrsverbundes Großraum Nürnberg (VGN), Neumarkt außerdem in dem des Regensburger Verkehrsverbundes (RVV).

## Bahnhof Neumarkt (Oberpfalz)
Der Bahnhof Neumarkt (Oberpfalz) ist der älteste und wichtigste Bahnhof in Neumarkt. Hier befinden sich zudem der Busbahnhof, der als Knotenpunkt aller Stadt- und Regionalbuslinien dient.
Der Bahnhof liegt südwestlich der Altstadt am Ende der Bahnhofstraße.

## Haltepunkt Pölling
Der Haltepunkt Pölling wurde am 1. Mai 1896 von der Bayerischen Staatsbahn eingerichtet und befindet sich am Südwestrand des Stadtteils Pölling an der Verbindungsstraße nach Rittershof. DB Station&Service hat ihn in die Preisklasse 6 eingeordnet.
Er wird heute von S-Bahnen der Linie S1 nach Bamberg via Nürnberg Hauptbahnhof und Neumarkt (Oberpfalz) im 20/40-Minuten-Takt bedient, zu den Hauptverkehrszeiten im 20-Minuten-Takt. Der Haltepunkt gehört zum Verkehrsverbund Großraum Nürnberg.
| Linie | Verlauf | Takt                                                      |
| ----- | --- | --------------------------------------------------------- |
| S1    | Bamberg – Strullendorf – Hirschaid – Buttenheim – Eggolsheim – Forchheim (Oberfr – Kersbach (Oberfranken) – Baiersdorf – Bubenreuth – Erlangen – Erlangen Paul-Gossen-Straße – Erlangen-Bruck – Eltersdorf – Vach – Fürth Klinikum – Fürth Hbf – Nürnberg Rothenburger Str. – Nürnberg-Steinbühl – Nürnberg Hbf – Feucht – Feucht Ost – Ochenbruck – Mimberg – Burgthann – Oberferrieden – Postbauer-Heng – Pölling – Neumarkt (Oberpf) Stand: Fahrplanwechsel Dezember 2023 | 60 min (Bamberg–Forchheim) 20/40 min (Forchheim–Neumarkt) |

Im Zuge des Baus der S-Bahn nach Nürnberg und Neumarkt wurde der Haltepunkt seit Frühjahr 2009 bis Juni 2012 umfassend saniert: Die Bahnsteige wurden auf eine Regelhöhe von 76 cm gebracht und moderne Wartehäuschen installiert. Außerdem wurde eine P+R-Anlage mit Stellplätzen für 45 PKW und 40 Fahrräder errichtet.

## Haltepunkt Neumarkt-Hasenheide
Neumarkt-Hasenheide war ein Haltepunkt an der ehemaligen Sulztalbahn im Stadtteil Hasenheide, der sich zwischen der Ingolstädter Straße und der Paul-Pfleiderer-Straße befand. Er wurde am 1. Dezember 1958 in Betrieb genommen. Von hier aus verkehrten Personenzüge nach Beilngries und Freystadt sowie nach Neumarkt. Nach der Einstellung des Personenverkehrs im September 1987 wurde der Haltepunkt stillgelegt und der Bahnsteig abgetragen.

## Haltepunkt Neumarkt-Woffenbach
Mit dem Bau der S-Bahn war an der Bahnüberführung der Woffenbacher Straße der neue Haltepunkt Neumarkt-Woffenbach vorgesehen. Da diese Bahnstrecke bereits durch Personen- und Güterverkehr stark belastet ist, sollten die Haltepunkte Pölling und Woffenbach jeweils abwechselnd von den S-Bahnen bedient werden, woraus sich für beide Stationen ein 40-Minuten-Takt ergeben hätte. Neben Woffenbach soll diese Station auch ein neu zu bebauendes Wohngebiet zwischen Woffenbach und dem Klinikum Neumarkt versorgen.
Kritiker und Anwohner bemängelten vor allem die bereits heute dichte Bebauung im fraglichen Gebiet, die eine ausreichende Erschließung für den Individualverkehr sowie für den öffentlichen Nahverkehr unmöglich mache. Auch der 40-Minuten-Takt wurde als negatives Kriterium angeführt. Stattdessen favorisierten sie die Stilllegung des Haltepunkts Pölling und schlugen die Errichtung eines Haltepunkts am Münchener Ring in der Mitte zwischen Pölling und Woffenbach vor.
Diese Punkte führten dazu, dass die Planungen für den Halt in Woffenbach im Oktober 2007 zunächst eingestellt wurden. Die S-Bahn-Linie wurde nur mit den Bahnhöfen Neumarkt und Pölling in Betrieb genommen. Die Stadt Neumarkt möchte sich jedoch die Optionen für eine eventuelle nachträgliche Errichtung des Haltepunkts offenhalten.